# Delphacodes giffuensis
Delphacodes giffuensis är en insektsart som först beskrevs av Matsumura 1900.  Delphacodes giffuensis ingår i släktet Delphacodes och familjen sporrstritar. Inga underarter finns listade i Catalogue of Life.